# Manuel Felguérez

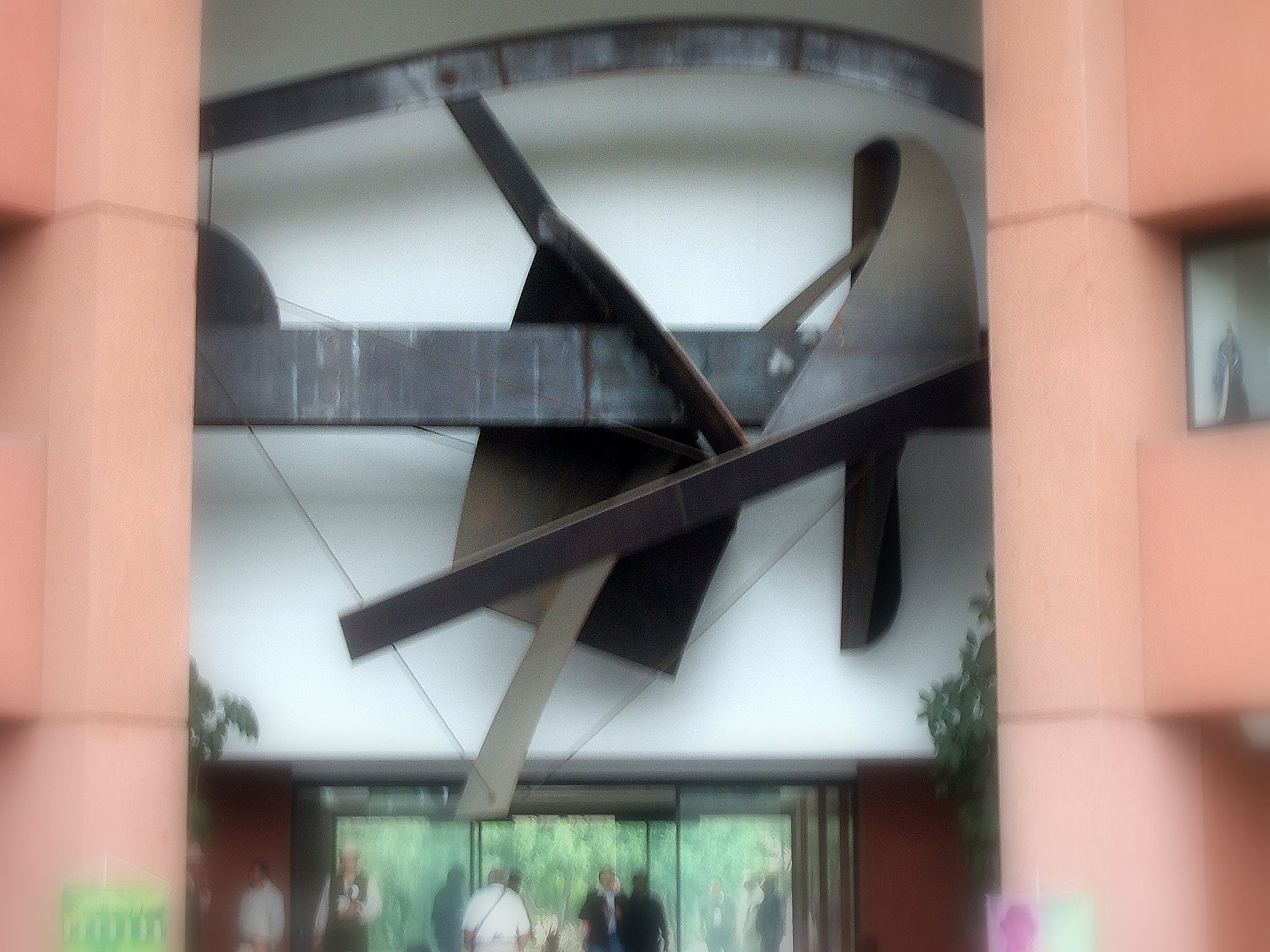
La Puerta del Tiempo, una escultura en la Rectoría General de la UAM de Manuel Felguérez.

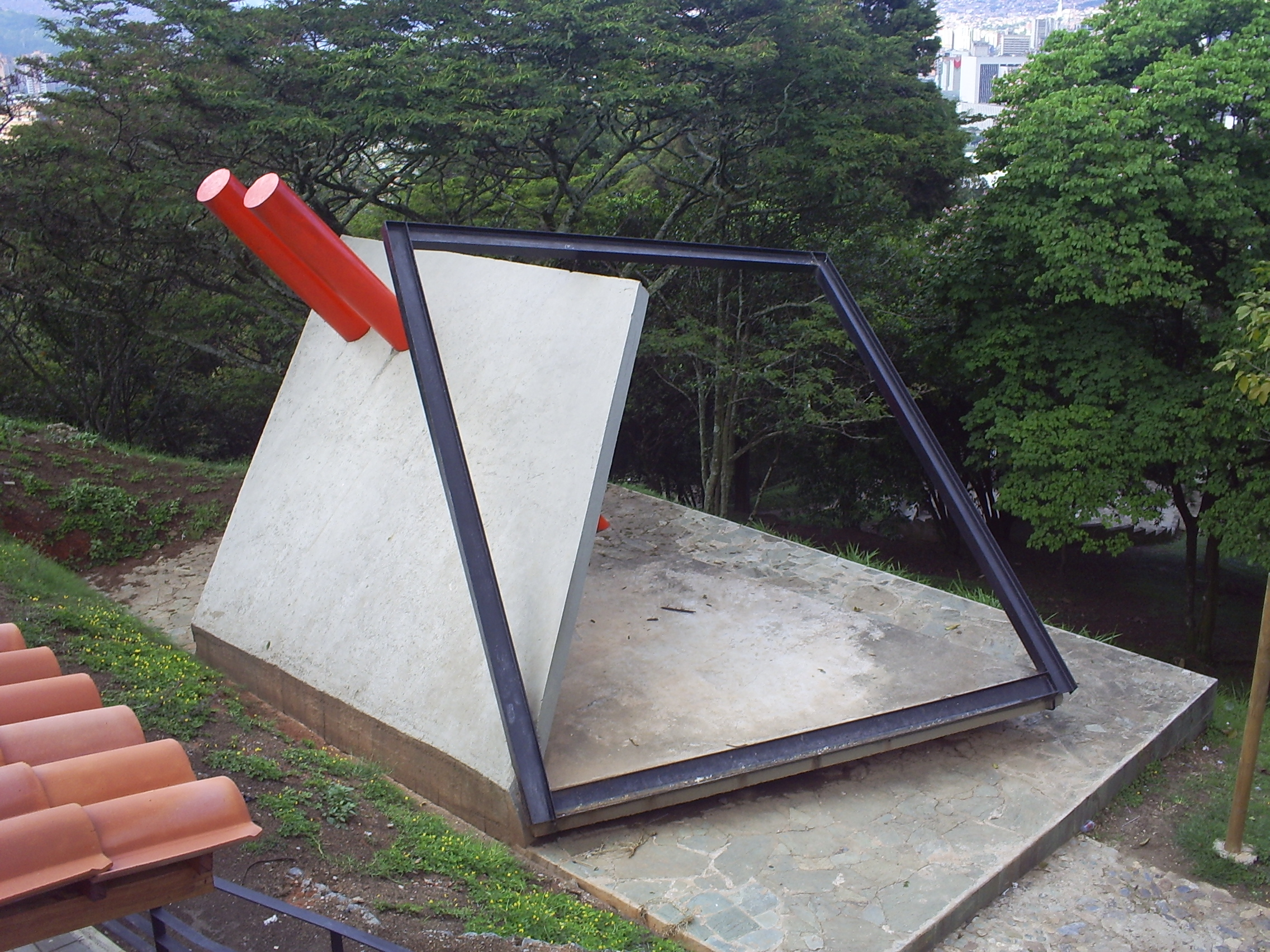
Construcción, localizada en el Cerro Nutibara en Medellín Colombia.

Manuel Felguérez Barra (Hacienda de San Agustín del Vergel, Valparaíso, Zacatecas, 12 de diciembre de 1928-Ciudad de México, 8 de junio de 2020) fue un pintor y escultor mexicano.

## Biografía
Manuel Felguérez nació el 12 de diciembre de 1928, oficialmente su nacimiento está registrado como acaecido en la calle de Orizaba 150 de la Ciudad de México, sin embargo, el mismo Felguérez asumía que nació en la hacienda de San Agustín, ejido del Vergel, municipio de Valparaíso en Zacatecas. Al morir prematuramente el padre en 1935, la familia se mudó al año siguiente –de forma permanente– a la Ciudad de México con los abuelos maternos quienes eran propietarios del entonces Teatro Ideal.
Felguérez recibió su educación en el Colegio México de los hermanos maristas y fue miembro de los Scouts de México, donde conoció a Jorge Ibargüengoitia. Posteriormente se inscribió en la Academia de San Carlos, donde solo permaneció cuatro meses antes de desertar, cansado del énfasis que se hacía de la Escuela Mexicana de Pintura.
Sin embargo, realizó estudios en la Escuela Nacional de Artes Plásticas de la Universidad Nacional Autónoma de México en 1948, en la Escuela Nacional de Pintura, Escultura y Grabado "La Esmeralda" en 1951, en la Académie de la Grande Chaumière en París entre 1954 y 1959 y entre 1954 y 1955, en la Academia Colarossi de París, Francia gracias a una beca del gobierno francés. Estas dos últimas resultan de suma importancia para su formación, ya que es ahí donde trabajó con el escultor francés de origen ruso Ossip Zadkine (1949-1950), quien, formado en el cubismo, habría de convertirse en una de las mayores influencias para el trabajo posterior de Manuel Felguérez.
La formación de estilo y las imágenes de Felguérez está estrechamente ligada a los diversos movimientos de Europa, como incorporar geométrica-constructivista, el informalismo y el expresionismo abstracto que estaba expuesto en su primera formación. Ha fusionado estos elementos en su propio estilo. Su trabajo a menudo contiene figuras geométricas básicas como círculos, triángulos, rectángulos y cuadrados, en combinaciones para formar su propio "lenguaje". Su trabajo ha sido comparado con el de Picasso y Rufino Tamayo por expertos en arte como Teresa del Conde. Afirma muchas influencias, pero no sigue cualquiera específicamente.
A su regreso a México, formó parte de la primera generación de artistas abstractos nacionales, abiertamente confrontados con la tradición de la Escuela Mexicana de Pintura, encabezada por Diego Rivera, David Alfaro Siqueiros y José Clemente Orozco; a la Generación de la Ruptura pertenecieron, entre otros: Vicente Rojo, Fernando García Ponce y Lilia Carrillo, a quien había conocido con Zadkine, y con quien Felguérez se casó en 1960, después de su divorcio con su primer esposa Ruth Rohde con quien tuvo a sus dos hijas. Lilia Carillo murió en 1974 y posteriormente Felguérez se casó con Mercedes Oteyza, exesposa de Juan García Ponce, en 1975
Su era se caracterizó como una experimentación constante debido a que se comenzó a distinguir al artista del artesano. Estuvo en contra del movimiento neonacionalismo en el arte mexicano. Su trabajo cambió gradualmente, en lugar de dar saltos de un estilo a otro. Su trabajo más reciente mostraba el uso de nuevas tecnologías.
Su carrera académica, realizada en paralelo a su actividad artística, lo llevó en 1966 a ser maestro invitado en la Universidad de Cornell, Estados Unidos, y en 1975, investigador huésped en la Universidad de Harvard, así como a impartir la clase de Composición de la Estructura del Cuadro en la Escuela Nacional de Artes Plásticas. A partir de 1977 se convirtió en investigador del Instituto de Investigaciones Estéticas de la UNAM, hasta su jubilación en 1990.
Realizó su primera exposición individual en 1958, en la Galería Antonio Souza. Fue un artista de actividad interdisciplinaria, ambulante entre la pintura, el mural y la escultura. En 1959 realizó un mural para un edificio de departamentos ubicados en alguna calle de México y con material de mosaico y mármol. En esa obra se ven sus articulaciones geométricas combinadas con zonas que, pese a la rigidez de los materiales, exhiben una volátil gestualidad.
Falleció el 8 de junio de 2020 en su casa en Ciudad de México, víctima del COVID-19.

## Trayectoria

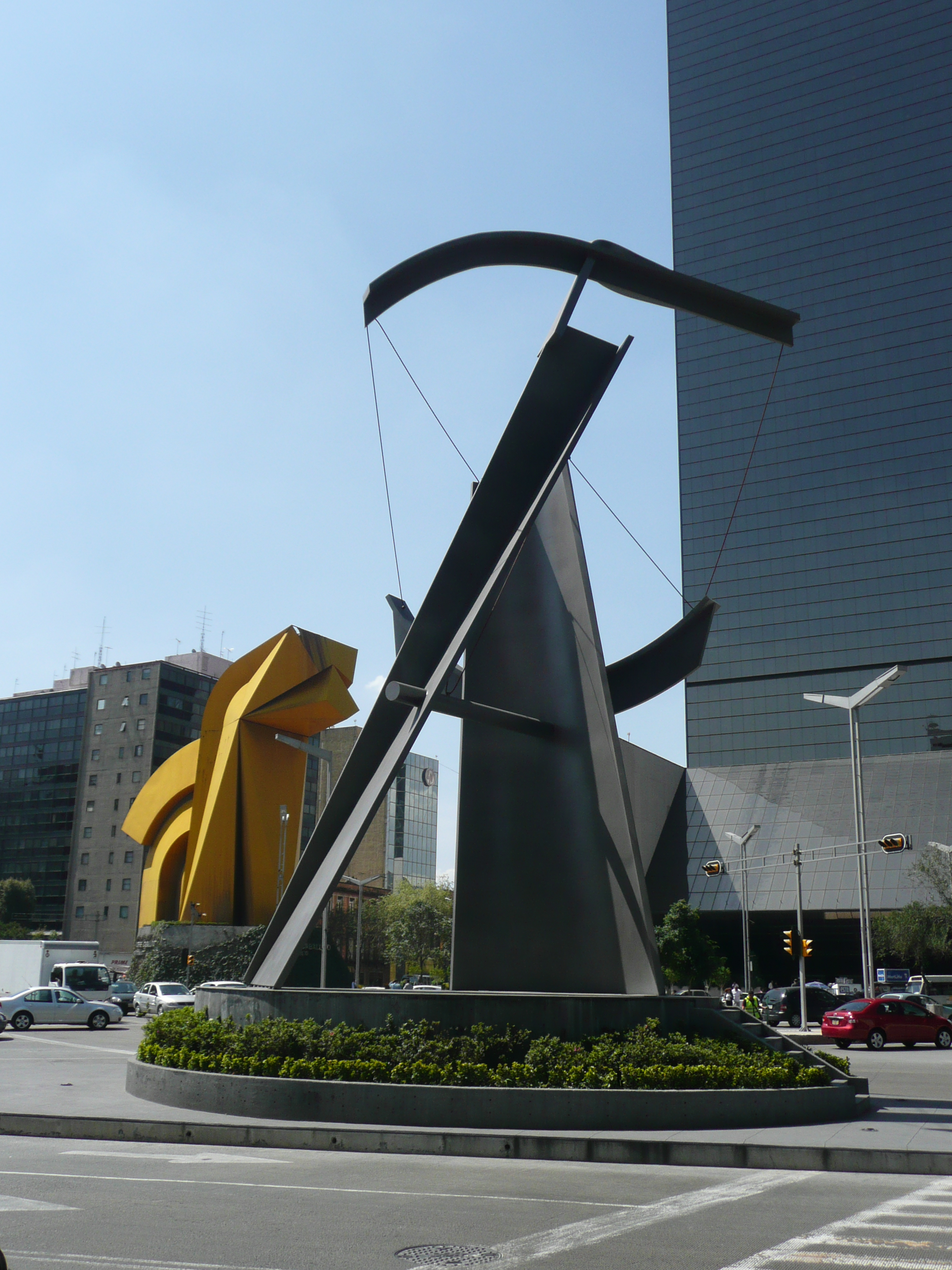
Puerta 1808 de Manuel Felguérez, 2007, Paseo de la Reforma y Avenida Juárez, Ciudad de México, conmemora los hechos que precedieron y fueron parte del movimiento independentista de México.

Recibió distinciones como la Beca del Gobierno Francés (1954); el Segundo Premio de Pintura en la Primera Trienal de Nueva Delhi, India (1968); el Gran Premio de Honor en la XIII Bienal de Sao Paulo, Brasil (1975) por las obras producto de El espacio múltiple, la Beca Guggenheim Fundación Guggenheim (1975), el Premio Nacional de Ciencias y Artes en el área de Bellas Artes, México (1988), y en 1993 fue designado Creador Emérito por el Sistema Nacional de Creadores de Arte de México. En 2018 la Universidad Autónoma de Zacatecas le concedió el grado de doctor honoris causa. 
Se trata de un autor que supo desarrollarse en dos vías paralelas: la pintura y la escultura. Trabajando en este último ámbito, fue capaz de combinar la escultura con el mural, ocupando con ello espacios físicos que, históricamente habían estado destinados en México a formas distintas de expresión pictórica que las abordadas por él. En su obra realizaba un estudio práctico y teórico del análisis del espectador en función de los colores y las formas.
En la década de los setenta, tras su tránsito del informalismo hacia tendencias herederas del constructivismo, Felguérez aumentó su interés por la utilización de la tecnología en la producción plástica, y realizó dos proyectos relacionados entre sí: El espacio múltiple (1973) y La máquina estética (1975).
Posteriormente, a inicios de los años ochenta, abandonó el trabajo con la computadora y retornó a las prácticas tradicionales, en las cuales se desempeñó oscilando siempre entre dos estilos: uno vinculado al constructivismo y otro al expresionismo.
En 2014, Felguérez creó la obra Crisálida, que fue reformada con partes de un VW Sedán.
En palabras de Octavio Paz: "Las proposiciones de Felguérez no nos entran por los oídos sino por los ojos y el tacto: son cosas que podemos ver y tocar. Pero son cosas dotadas de propiedades mentales y animadas no por un mecanismo sino por una lógica."

## Obra artística
La formación del estilo y las imágenes de Felguérez está estrechamente ligada a los diversos movimientos de Europa, como la incorporación geométrico-constructivista, el informalismo y el expresionismo abstracto al que fue expuesto en su formación inicial. Él ha mezclado estos elementos en su propio estilo. Su obra contiene a menudo figuras geométricas básicas tales como círculos, triángulos, rectángulos y cuadrados, en combinaciones para formar su propio "lenguaje". Su trabajo ha sido comparado con Picasso y Rufino Tamayo por expertos en arte como Teresa del Conde. Reclama muchas influencias pero no sigue a ninguna específicamente. Inclusive, visita regularmente museos de arte para buscar inspiración.
Sus creaciones nunca se refieren a la muerte porque para él el arte es vida. No cree que el arte sea necesariamente para la catarsis y sus emociones no se reflejan en su trabajo. Su enfoque está en la estética, pintando más con la cabeza y luego con las manos. Felguérez se describe a sí mismo como "productor y vendedor de placer estético".
En cuanto a su técnica de pintura, se trata de una geometría primordial e imperativa: superficies previstas y depositadas “en orden”, previamente “estalladas” desde el fondo de la superficie de la tela o a partir de los límites del cuadro: escenario liso que se va llenando de planos y líneas rectas, de grumos y pequeñas manchas, colores y tonos, caminos sobresalidos, sobresaltados que se van cubriendo o sencillamente marcando, cargando de un aparente caos o masa de “ansias” o estallidos.
En escultura, Felguérez construyó situaciones de equilibrio espacial. Superficies lisas o labradas, hilos, mecanismos que dan pie a movimientos invisibles o que provienen de ellos. En materiales como mármol y ónix.
"Las superficies se resbalan, se exponen, se deslizan, se ostentan sin ranuras, transparentes antes de situarse frente o por debajo de materiales distintos.”
Las formas se hallan arregladas, compuestas de tal manera que, según el ángulo desde el cual se las observe, pueden ser instrumentos de medición espacial o meramente visual, u ofrecimiento de animales que se reúnen en alerta o en descanso o petrificados.

## Obra Digital

### El espacio múltiple (1973)
Según el propio Felguérez, su obra, el espacio múltiple se puede considerar como una especie de pre-escultura, un sistema de símbolos, un sistema “auto-productivo”, en donde el autor se mantiene constantemente participando.
Felguérez incursionó en el arte digital al convertirse en docente en la universidad iberoamericana, en ese tiempo solo había 3 computadoras en México, una en el IMSS y otras 2 en la UNAM, solo una abierta al estudiantado en general, ahí consigue trabajar una vez por semana durante una hora y comenzó a experimentar con la geometría.
Tiempo después obtuvo una beca Guggenheim y se desempeñó como investigador huésped en Harvard, donde contó con su propia computadora, los resultados de su experimentación fueron publicados en un libro llamado “el espacio múltiple”, el cual le dio el estatus de pionero en el arte digital en México.
Comentó que le gustaba experimentar con la computadora y como esta aceleraba el trabajo que a él le hubiera tomado más tiempo realizar de forma tradicional.
En 1977 logró su nombramiento como investigador en el instituto de investigación Estéticas de la UNAM.

### La máquina Estética (1975)
La máquina estética fue un proyecto donde Felguérez nuevamente hace uso de la tecnología, en donde utiliza un proceso de codificación, selección de modelos originales de sus dibujos matemáticos, y logra reproducir y multiplicar diseños selectos, y hacer una suerte de traductor de “formas-ideas”, resultantes en esculturas y pinturas.
En esta obra, el autor creó un vínculo artista-ordenador, creando un “prototipo de inteligencia artificial”, una computadora con decisiones sensibles, con base en la información dotada por el usuario, ciertos criterios estéticos específicos (formas, medidas, colores), para que la máquina generara varias composiciones posibles.

## Museo de Arte Abstracto Manuel Felguérez
El 4 de septiembre de 1998 en la ciudad de Zacatecas se inaugura el Museo de Arte Abstracto Manuel Felguérez como una iniciativa en conjunto entre Manuel Felguérez, el gobierno del Estado de Zacatecas y el INBAL.